# Дивчи-Камен
Замок Дивчи-Камен (чеш. Dívčí kámen), немецкое название Майдштейн (нем. Maidstein) или Мейдштейн — практически разрушенный готический средневековый замок Рожмберков в районе Чески-Крумлов Южночешского края, построенный в XIV веке. Замок расположен на одноимённом скалистом мысе над слиянием Кршемжского ручья и Влтавы. В ареале замка производятся археологические раскопки доисторического поселения, а территория вокруг замка входит в состав природного заповедника Дивчи-Камен.

## Доисторический период
Стратегически важный скалистый холм, позволяющий контролировать водный путь по Влтаве и тропы вдоль реки, был заселён с древнейших времён. Археологические исследования свидетельствуют о существовании здесь обширного поселения начиная с XVII века до н. э. Следующее большое поселение существовало на мысе Дивчи-Камен в период Гальштатской культуры.

## Рожмберкский замок

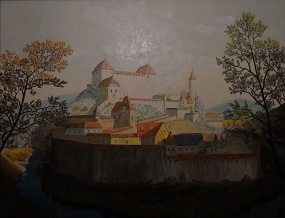
Любомир Герц. Замок Дивчи-Камен

Название Дивчи-Камен, скорее всего, старше самого замка, и первоначально относилось к каменному мысу, на котором был возведён этот замок. Небольшая крепость Рожмберков была сооружена на Дивчи-Камне уже в XIII веке. В 1349 году король Чехии Карел Люксембургский выдал четырём сыновьям Петра I из Рожмберка грамоту, позволявщую выстроить замок Дивчи-Камен. Строительство велось довольно быстро: первые письменные упоминания о бургграфстве Дивчи-Камен относятся к 1360 году. К 1383 году относится документальное упоминание замковой капеллы.
Кроме чешского, замок получил и немецкое название — Майдштейн (Maidstein, «Девичий камень»), преобразовавшееся в Меидштейн на чешский манер (Meidštejn). Несмотря на то, что выстроенный замок представлял из себя, с одной стороны, крупнейшую и неприступнейшую крепость, а с другой — великолепную и комфортабельную резиденцию, он так и не стал основным местом пребывания панов из Рожмберка, а выполнял в первую очередь военно-административные функции. В 1394 году Йиндржих III из Рожмберка некоторое время содержал здесь пленённого знатью короля Чехии Вацлав IV, перевозимого в Австрию.
Согласно Августу Седлачеку, в самом начале гуситских войн Ольдржих II из Рожмберка уступил Дивчи-Камен своему родственнику Вилему из Потштейна, однако уже через четыре года, в 1424 году, вернул его в своё владение. Факт передачи замка другому владельцу не подтверждается иными источниками, поэтому вполне возможно, что Вилем из Потштейна просто был бургграфом замка в этот период. Отойдя от дел в конце жизни, Ольдржих II провёл свои последние годы в Дивчи-Камне (с конца 1457 до лета 1461 года). Переехав в замок, Ольдржих осуществил текущий ремонт: восстановил тротуары, облицовал каменные стены керамической плиткой, починил крыши замковых зданий.
В замке постоянно находился небольшой гарнизон из 10-ти человек, возглавляемый бургграфом. Около 1470 года во время войны за чешский престол гарнизон был увеличен до 24 человек. К началу XVI века однако замок начинает терять своё стратегическое военное значение. В 1506 году Петр IV из Рожмберка в целях экономии решил более не содержать Дивчи-Камен, освободил от обязанностей последнего бургграфа и перевёз всё движимое имущество в Чески-Крумлов. Замок опустел и начал ветшать. Петр V из Рожмберка во время описи своих владений в 1541 году указал в составе крумловского панства «разрушенный замок Мейдштейн» («Meidštejn zámek zbořený»).

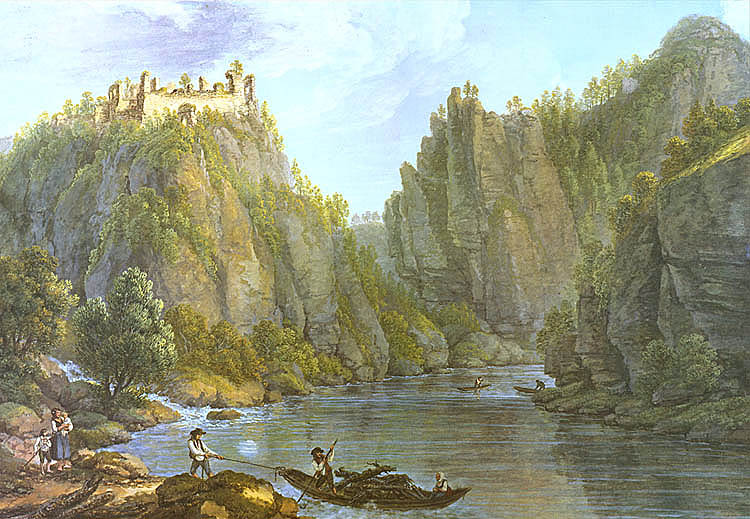
Фердинанд Рунк. Руины замка Дивчи-Камен. Начало XIX века

Как это зачастую бывало, обветшавший и брошенный на произвол судьбы замок окрестные жители начали постепенно разбирать по камням для использования их в строительстве жилых и хозяйственных зданий. В результате до наших дней дошли лишь впечатляющие руины, доминирующие своим видом над округой. Только в 1924 году развалины замка Дивчи-Камен привлекли внимание Клуба чешских туристов. Клуб обратился к управляющему собственностью Шварценберков с посланием о необходимости ремонта руин замка и охраны их от дальнейшего разрушения. В 1935—1936 годах Карел Танних, директор центрального архива Шварценберков и районный хранитель памятниковых объектов, произвёл обследование развалин замка Дивчи-Камен и вынес заключение о целесообразности передачи замка клубу чешских туристов для дальнейшего восстановления. 30 июня 1936 года развалины замка были переданы князем Шварценберком под опеку клуба чешских туристов.
В 1948 году территория замка была национализирована правительством ЧССР. Управление Дивчи-Камнем было передано ведомству лесного хозяйства, а в 1951 году здесь был создан природный заповедник. В 2005 году территория замка была передана под управление местечка Кршемже.

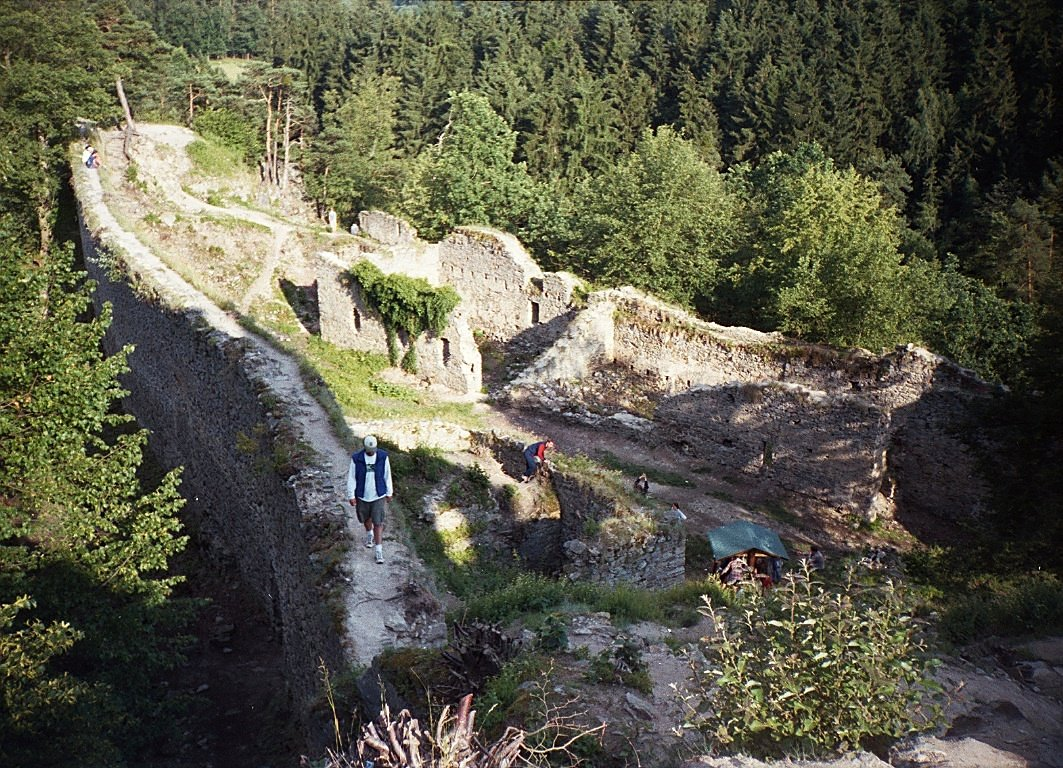
Современные руины замка

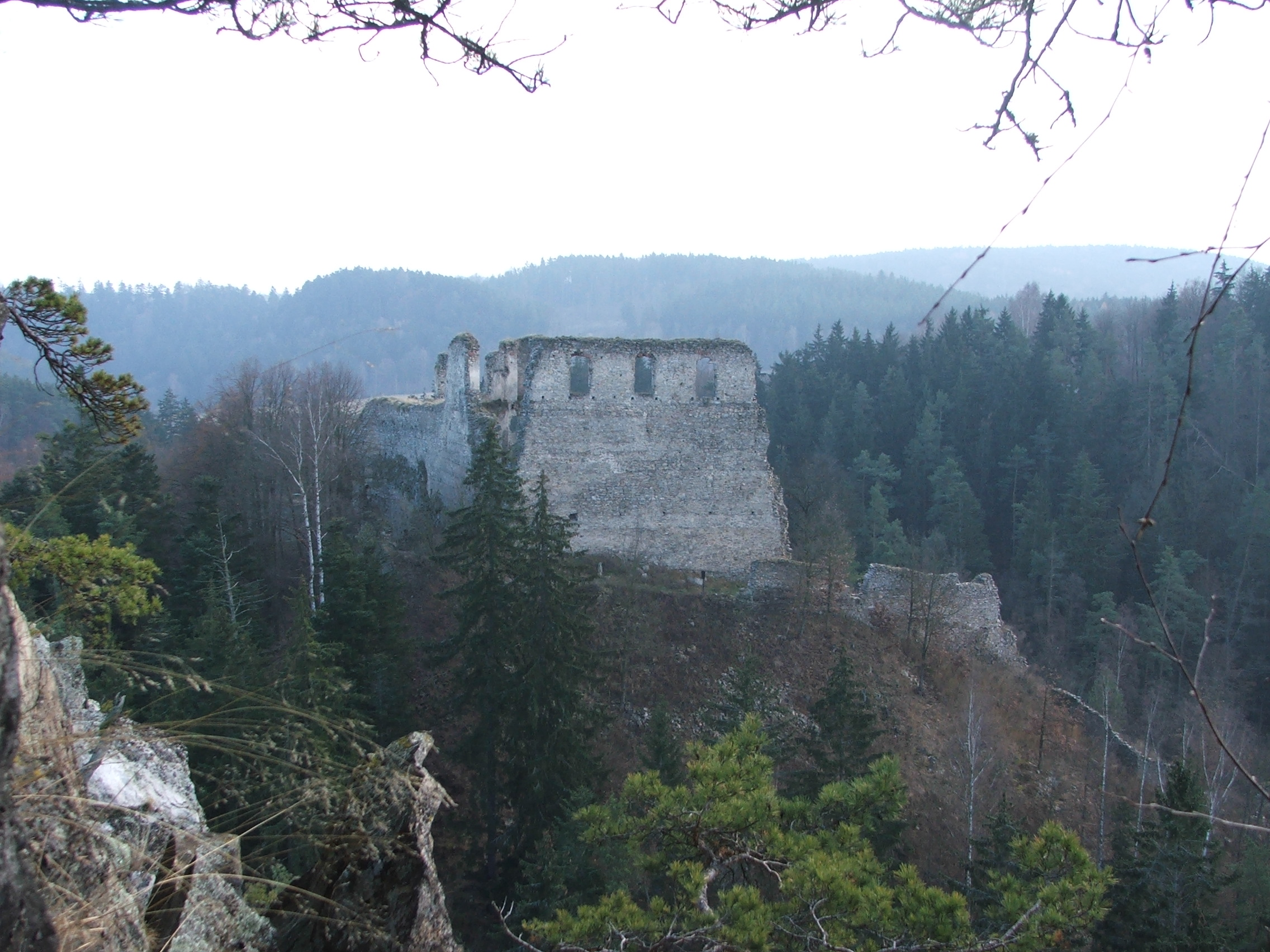
Руины замка, доминирующие над округой.

## Состав мейдштейнского панства
Во второй половине 70-х годов XIV века в состав панства, административно относящегося к замку Дивчи-Камен, входили следующие поселения: Тршисов, Врабче, Плана, Гомоле, Кроцлов, Голубов, Красетин, Опалице, Залужи, Чертине, Ямне, а также неидентифицированные деревня Борзие (Бори?) и двор Пиенник (Пеник?).
В 1483 году к панству Мейдштейн относились деревни Жабовржески Радошовице, Чаков, Янков, Дехтарже, Калиште, Брлог, Ройшин, Нова-Вес, Накржи, Литорадлице, Гомоле, Плана, Кроцлов, Тршисов, Врабче, Хлум, Чертине, Опалице, Залужи, Голубов, Красетин и земли у Куклова. С 1502 года прибавилась ещё и Пластовице. В таком составе панство существовало ещё в 1543 году. В 1546 году мейдштейнское панство было включено в состав крумловского панства.

## Бургграфы замка
- Йиндржих Коцовец из Свржна — первый из документально известных бургграфов, упоминается в 1384 году;
- Войтех из Краселова — упоминается в документах с 1384 по 1403 годы;
- Матей «Вишня» из Ветржни — упоминается в документах в 1412—1413 годах;
- Вилем из Потштейна — в 1420—1424 годах был либо бургграфом, либо новым владельцем замка;
- Эразим из Михнице — упоминается в документах с 1454 по 1457 годы;
- Петр из Миковиц и Пернштейнце — упоминается в документах с 1458 по 1463 годы;
- Ольдржих Роубик из Главатец — упоминается в документах с 1466 по 1468 годы;
- Кунаш из Маховиц — упоминается с 1469 по 1488 годы;
- Августин Штигер — упоминается около 1489 года;
- Карел из Младейовиц — упоминается около 1500 года;
- Варлейх из Бубна — упоминается в документах в 1500 году;
- Йиндржих Вирек из Рижемберка — упоминается в документах в 1506 году.